# Timagora di Gela
Timagora di Gela (Gela, IV secolo a.C. – III secolo a.C.) è stato un filosofo siceliota.

## Biografia
Nato a Gela, in Sicilia, Timagora fu prima allievo di Teofrasto, per poi passare alla scuola di Stilpone, aderendo, dunque, al platonismo.
Secondo Diogene Laerzio condivise la dottrina di Euclide di Megara, quindi dedicandosi al megarismo, e conobbe il filosofo Simmia di Siracusa della scuola pitagorica. Si tratterebbe, quindi, di un siceliota gravitante intorno ai primi socratici e vissuto, quantomeno, fino alla fine del IV secolo a.C. 